# Célia Ibanez
Célia Ibanez est une écrivaine française née en 1982 à Marseille. 

## Biographie
Célia Ibanez naît en 1982 à Marseille,.
Elle écrit dans le genre de la science fiction : sa trilogie de science-fiction H+ est son œuvre la plus importante dans le genre. En 2021, elle sort deux ouvrages de science-fiction, Pyramidion et Des Astres Humains. Elle écrit aussi plusieurs livres de fantastique (l'hexalogie Le Cinquième Monde en auto-édition). Elle fait partie du TaraSquE, un collectif d'auteurs et d'autrices de science-fiction du Sud-Est de la France.
En parallèle, elle réalise en 2012 un premier clip musical de sa chanson J'veux pas savoir, en collaboration avec le chanteur de heavy metal du groupe Galderia : Seb Galderia,. Deux ans plus tard, elle enregistre encore avec lui sa deuxième chanson : Welcome@babylone, également adaptée en clip musical.

## Œuvres
- Célia Ibanez, La Flamboyante, Le Grimoire, 2019
- Célia Ibanez, Pyramidion, Nombre7 Editions, 22 juillet 2021 (ISBN 978-2-38153-730-6)
- Célia Ibanez, Dernier Train pour Tsulan, Le Grimoire, 2021[8]
- Plumes Ascendantes, Terre du futur, BoD - Books on Demand, 22 février 2021 (ISBN 978-2-491367-04-6)
- Pierre Taranzano, Axel Mazuer et Célia Ibanez, Les sources de Shamballah, Shamballah Editions, 2023[9]
- C. Garcia, Un grain de magie : Recueil de 15 nouvelles fantastiques, Cordes de lune Éditions, 20 février 2023 (ISBN 978-2-494552-07-4)

### Kids Mystery
- Célia Ibanez, Malric et Pierre Taranzano, Kids Mystery, t. 1 : Les Delta Faucons, Nombre7 éditions, 2020 (ISBN 978-2-38153-192-2)

### H+
- Célia Ibanez, H plus, t. 1 : Transmutation, Greenlights, 2017 (ISBN 978-2-953-32460-0)
- Célia Ibanez, H plus, t. 2 : Transformation, Greenlights, 2018 (ISBN 978-2-953-32468-6)
- Célia Ibanez, H plus, t. 3 : Transcendance, Greenlights, 2019 (ISBN 978-2-953-32469-3)

### Le Cinquième Monde
- Célia Ibanez, Le Cinquième Monde, vol. I, t. 1 : 22.11, partie 1
- Célia Ibanez, Le Cinquième Monde, vol. I, t. 2 : 22.11, partie 2
- Célia Ibanez, Le Cinquième Monde, vol. II, t. 2 : Tiahuanaco, partie 1
- Célia Ibanez, Le Cinquième Monde, vol. II, t. 4 : Tiahuanaco, partie 2
- Célia Ibanez, Le Cinquième Monde, vol. III, t. 5 : La Clé du Cube, partie 1
- Célia Ibanez, Le Cinquième Monde, vol. III, t. 6 : La Clé du Cube, partie 2